# Везуль (округ)
Везуль (фр. Vesoul) — округ (фр. Arrondissement) во Франции, один из округов в регионе Франш-Конте. Департамент округа — Сона Верхняя. Супрефектура — Везуль.
Население округа на 2006 год составляло 127 567 человек. Плотность населения составляет 36 чел./км². Площадь округа составляет всего 3512 км².